# 暗黑擬鈎鯰
暗黑擬鈎鯰，為輻鰭魚綱鯰形目甲鯰科的其中一種，為熱帶淡水魚，分布於南美洲蓋亞那Potaro河上游流域，體長可達18.2公分，棲息在底層水域，生活習性不明。